# Cropia phila
Cropia phila är en fjärilsart som beskrevs av Druce 1889. Cropia phila ingår i släktet Cropia och familjen nattflyn. Inga underarter finns listade i Catalogue of Life.